# Крановый путь
Подкрановый путь — конструкция, воспринимающая и передающая крановые нагрузки на грунтовое основание и обеспечивающая безопасную работу крана на всём пути его передвижения.

### Классификация
Крановые пути, в зависимости от типа грузоподъёмного крана и его конструкции, подразделяются на два основных вида:
- наземные.
- надземные.

### Конструкция

#### Наземный путь
Подкрановый путь включает в себя:
- два строения: нижнее и верхнее.
- заземляющее устройство: проводники и перемычки заземления, очаги заземления.
- путевое оборудование: тупиковых упоров, лотков и настилов для гибкого кабеля, отключающих устройств, знаков безопасности и ограждений.

Нижнее строение включает водоотводные канавы и земляное полотно с защитным слоем (при его наличии). В состав верхнего строения входят подсыпка с балластным слоем, рельсы, опорные элементы, а также промежуточные и стыковые стяжки и крепления.
Подкрановый путь укладывается, как правило, вдоль длинной стороны строящегося объекта и представляют собой спланированную площадку с уложенными на ней рельсами длиной 12,5 м (типа Р-38, Р-43, Р-50, Р-65 или Р-70).
Рельсы могут укладываться на металлические, бетонные и железобетонные, а также деревянные (аналогичные железнодорожным) шпалы или полушпалы. В случае укладки на бетонных и железобетонных основаниях, шпалы могут не использоваться. Крепление шпал к рельсам производится при помощи т. н. костылей, либо путевых шурупов с прижимами.
Продольный уклон земляного полотна нижнего строения должен быть пределах от 0.002 до 0.004, а поперечный — от 0.008 до 0.010.
На подкрановых путях не используются стрелочные переводы. Пересекаться пути в одном уровне могут, иногда в месте пересечения ставят поворотный круг для перемещения крана. Для перевода крана на более высокий или низкий уровень используют соединительный путь и лебёдку. Уклон соединительного пути до 0.050, перевод длится около 2-5 часов.

## Применение
Пути, уложенные на одной высоте, применяются в башенных, мостовых, козловых, портальных, консольных и стеллажных кранах, кранах-штабелёрах и в передвижных электрических талях, а разновысотные — в полукозловых.